# 메가박스
메가박스중앙은 대한민국의 영화관이다.

## 역사

### 메가박스
(주)메가박스(MEGABOX)는 대한민국의 체인 멀티플렉스 영화관이다. 로우 극장(Loews Theaters)이 오리온(Orion)과 합작하여 메가박스 씨네플렉스(Megabox Cineplex)를 설립한 것으로, 이후 대우그룹이 준비하던 영화관 사업을 인수하여 메가박스로 명칭을 바꾸었다. 2007년에는 오스트레일리아 자본인 맥쿼리 펀드에 인수되었다. 2010년 씨너스가 인수하여 계열사로 편입됐다가 2011년 완전히 합병하였다. 위탁관은 메가라인이라는 별도의 브랜드로 운영했으나, 메가박스로 통합하였다. 그러나 메가박스는 위탁관이 대부분인 탓에, 일부 메가박스 및 씨너스의 위탁관들은 다른 브랜드의 영화관으로 변경되기도 했다.
메가박스는 메가티즌이라는 멤버십 제도를 만들어 메가포인트를 적립하여 혜택을 누리는 서비스를 운영하고 있다. 2011년 11월 1일에는 이화여자대학교 내에 위치한 영화관이자, 씨네아트에서 운영하는 아트하우스 모모와 파트너 계약을 맺어 아트하우스 모모와도 마일리지 시스템을 공용, 모모 자체에서 적립한 포인트도 메가박스에서 쓸 수 있었으나 2014년 11월 5일 부로 아트하우스 모모가 전산망을 바꾸면서 현재는 공용할 수 없다.
2000년 5월 13일 서울(코엑스몰)에서 첫 멀티플렉스 영화관을 개관하였다.
2015년 4월 8일 키자니아 부산의 '극장' 체험관을 개장하였다.
2016년에는 2016 대한민국 신뢰받는 혁신대상 '공감하는 영화관' 부분 대상을 수상하고, '가장 높은 곳에 설치된 야외 영화관(해발 1,050m)' 부문이 한국 기네스에 등재되었다.
2017년에는 메가스타 페스티벌을 진행하고, 2017 & Award 디지털 광고 부문 ‘WINNER’를 수상 (순간극장)하였다. 신규 BI를 선포하였다.
2018년에 100호점(상암월드컵경기장점)을 열고, 메가박스중앙(주)로 법인명을 변경하였다.
2019년에 서울특별시 강남구 도산대로에서 성동구 왕십리로로 본사를 이전하였다. 본사 건물 (메가박스 스퀘어)에 메가박스 성수도 같이 오픈했다.
2025년에 롯데시네마가 운영하는 롯데컬처웍스가 메가박스를 합병 MOU 체결이 되었다. 본 체결는 한국영화산업 재편하기 위해서다.

### 메가박스씨너스
메가박스씨너스(주) (MegaBox Cinus)는 메가박스와 씨너스가 합병하여 만들어진 회사이다. 합병 이후에도 제이콘텐트리가 제1대 주주이다. 별도의 브랜드로 운영하다가 2011년 11월 1일 메가박스 브랜드로 합병하고 홈페이지도 통합했다.

## 특별 상영관
- COMFORT (검단, 경주, 광명AK플라자, 광주상무, 광주하남, 금정AK플라자, 남양주, 남양주현대아울렛 스페이스원, 대구이시아, 대전, 대전신세계 아트앤사이언스, 덕천, 동대문, 동탄, 마산, 목동, 백석, 부산대, 사상, 상봉, 상암월드컵경기장, 세종청사, 송도, 수원남문, 수원호매실, 시흥배곧, 신촌, 양산, 양산라피에스타, 양주, 용인기흥, 용인테크노밸리, 울산, 원주센트럴, 인천논현, 진주(중안), 창원내서, 천안, 청라지젤, 청주사창, 춘천석사, 코엑스, 킨텍스, 파주금촌, 포항, 해운대(장산)): 기존 상영관보다 편안하고 쾌적한 관람에 초점을 둔 특별관으로 두 손을 자유롭게 하는 프론트 테이블, 팔걸이에 대한 논쟁을 종식시키는 양팔걸이 좌석, 쾌적한 영화관람을 위해 나만의 테이블, 감각적인 디자인에 안락함을 더한 와이드 시트 총 4가지 타입이 있다.
- DOLBY ATMOS (고양스타필드, 대전현대아울렛, 목동, 상암월드컵경기장, 성수, 송도, 영통, 포항, 하남스타필드): M2관의 업그레이드 버전으로 6개 레이저 광원을 통해 5만6000루멘 밝기와 4096x2160의 4K UHD 해상도를 구현하는 벨기에 바코사 프리미엄 6P레이저 프로젝터 영사 시스템과 위의 레이저 광원 특성을 가장 잘 받아들이는 스펙트로의 Prima Silver 프리미엄 스크린, 그리고 미국 마이어 사운드 EXP(Meyer Sound EXP)와 돌비 애트모스(Dolby ATMOS®)가 조합된 관이다.
- DOLBY CINEMA (남양주현대아울렛 스페이스원, 대구신세계(동대구), 대전신세계 아트앤사이언스, 안성스타필드, 코엑스): Dolby Vision, Dolby Atmos
- THE BOUTIQUE (대전신세계 아트앤사이언스, 더 부티크 목동현대백화점, 분당, 성수, 센트럴, 일산벨라시타, 코엑스, 킨텍스, 하남스타필드): 최고의 시설과 부티크 호텔 개성을 더하여 안락함을 제공하는 프리미엄 특별관이다.
- BALCONY (분당): 오페라극장의 발코니석과 같이 다른 좌석보다 높은 곳에 위치하여 따로 볼 수 있는 특별관이다..
- MEGABOX KIDS (마산, 하남스타필드, 해운대(장산)): 어린이 전용영화관으로 밝은환경에서 영화관람이 가능한 고선명스크린을 설치한 특별관이다.

## 점포 현황
- 다음은 메가박스의 점포현황 목록이다. 진한 글씨는 직영관이다.

| 지역명             | 점포수 | 해당 지역 점포명 |
| ------------------ | ------ | --- |
| 서울               | 19개   | 강남 / 강동 / 군자 / 더 부티크 목동현대백화점 / 동대문 / 마곡 / 목동 / 상봉 / 상암월드컵경기장 / 성수 / 센트럴 / 송파파크하비오 / 신촌 / 이수 / 창동 / 코엑스 / 홍대 / 화곡 / ARTNINE |
| 경기               | 30개   | 고양스타필드 / 광명AK플라자 / 광명소하 / 금정AK플라자 / 김포한강신도시 / 남양주 / 남양주현대아울렛 스페이스원 / 동탄 / 미사강변 / 백석벨라시타 / 별내 / 부천스타필드시티 / 분당 / 수원 / 수원AK플라자(수원역) / 수원남문 / 수원스타필드 / 수원인계 / 수원호매실 / 시흥배곧 / 안산중앙 / 안성스타필드 / 양주 / 용인테크노밸리 / 의정부민락 / 킨텍스 / 파주금촌 / 파주운정 / 파주출판도시 / 하남스타필드 / 평택비전 |
| 인천               | 5개    | 검단 / 송도 / 영종 / 인천논현 / 청라지젤 |
| 대전 / 충청 / 세종 | 17개   | 공주 / 논산 / 대전 / 대전신세계 아트앤사이언스 / 대전유성 / 대전중앙로 / 대전현대아울렛 / 세종(조치원) / 세종나성 / 세종청사 / 오창 / 제천 / 진천 / 천안 / 청주사창 / 충주 / 홍성내포 |
| 부산 / 대구 / 경상 | 28개   | 경북도청 / 경산하양 / 구미강동 / 김천 / 남포항 / 대구세븐밸리 / 대구신세계(동대구) / 대구이시아 / 덕천 / 마산 / 문경 / 부산극장 / 부산대 / 북대구(칠곡) / 사상 / 서면대한 / 화명 / 삼천포 / 양산 / 양산증산(라피에스타) / 울산 / 정관 / 진주(중안) / 창원 / 창원내서 / 포항 / 해운대(장산) |
| 광주 / 전라        | 10개   | 광주상무 / 광주하남 / 목포하당(포르모) / 순천 / 여수웅천 / 전대(광주) / 전주객사(재오픈) / 전주송천 / 전주혁신 / 첨단 |
| 강원특별자치도     | 5개    | 남춘천 / 속초 / 원주 / 원주센트럴 / 춘천석사 |
| 제주특별자치도     | 3개    | 제주서귀포 / 제주삼화 / 제주아라 |

### 협력 관계
- 씨네큐브 광화문 (전산망[1])
- 아트하우스 모모 (이화여자대학교 내)도 한때 협력관계였으나, 아트하우스 모모가 2014년 11월에 인터파크의 전산망으로 전환하여 현재는 메가박스 포인트 공용이 안 된다.
- 야우리시네마 (충청남도 천안시. 메가박스 전산망을 사용하고 있으나 멤버십 등은 자체적으로 운영한다)

### 특징
메가박스는 직영관의 비중이 상대적으로 낮은 편이며, 씨너스와 합친 후에도 직영관은 16개 상영관에 불과하다. CGV에 통합되면서 사실상 간판이 내려가고 있는 프리머스시네마(2016년 1월 31일부로 종료)의 상영관들 중 메가박스로 넘어오는 상영관이 좀 있는 편이다. 메가박스는 CJ CGV에 이어 입장권을 영수증화했다. 단, 무인 발권기에서는 일반적인 풀 컬러 코팅지 티켓으로 나오며, 영수증식은 매표소에서 발권하면 나온다. 혹은 반대로 무인 발권기에서 영수증식으로, 매표소에서 풀 컬러 코팅지 티켓으로 나오는 경우도 있을 수 있으므로 발권하기 전에 확인하면 된다. 일부 메가박스 상영관은 아예 입장권을 전면 영수증화했다.
예매대행이 필요없이 SK텔레콤의 T-멤버십으로 곧바로 할인받을 수 있는 장점이 있다. 단, 일부 상영관에서는 T-멤버십 할인이 불가능하다.T-멤버십 할인과 OK캐쉬백 차감할인이 동시에 가능하지만, T-멤버십 할인을 받으면 OK캐쉬백 적립은 불가능하다. 조조할인 시간대에는 T-멤버십 할인을 받을 수 없고 OK캐쉬백 차감할인은 가능하다.현재는 SK제휴는 중단되고 KT와 LG만 제휴하고 있다.
CGV와 더불어 삼성카드의 보너스 클럽 지정 가맹점이다.

## 영화 사업부
주요작품 목록
| 국가     | 제목                                     | 개봉일     | 종류       | 담당            | 레이블                  |
| -------- | ---------------------------------------- | ---------- | ---------- | --------------- | ----------------------- |
| 미국     | 《쉬즈 더 맨》                           | 2007.5.3   | 실사       | 수입 제공       | 메가박스 Movie On Style |
| 일본     | 《다만 널 사랑하고 있어》                | 2007.8.15  | 실사       | 수입 제공       | 메가박스 Movie On Style |
| 미국     | 《푸치니 초급과정》                      | 2007.9.6   | 실사       | 제공            | Movie On Style          |
| 영국     | 《스테이지 뷰티》                        | 2007.10.3  | 실사       | 수입 제공       | 메가박스 Movie On Style |
| 미국     | 《잘 나가는 그녀에게 왜 애인이 없을까?》 | 2008.3.6   | 실사       | 수입, 배급 제공 | 메가박스 Movie On Style |
| 미국     | 《페넬로피》                             | 2008.5.15  | 실사       | 제공            | Movie On Style          |
| 일본     | 《갓파쿠와 여름방학을》                  | 2008.6.26  | 애니메이션 | 제공 배급       | Movie On Style 메가박스 |
| 일본     | 《20세기 소년》                          | 2008.9.11  | 실사       | 수입            | 메가박스                |
| 프랑스   | 《롤라》                                 | 2009.1.15  | 실사       | 배급            | 메가박스                |
| 일본     | 《20세기 소년 - 제2장: 마지막 희망》     | 2009.12.17 | 실사       | 수입            | 메가박스                |
| 대한민국 | 《변산》                                 | 2018.7.4   | 실사       | 배급            | 메가박스                |